# Contea di Yuzhong
La contea di Yuzhong (榆中县S) è una contea della Cina, situata nella provincia del Gansu.